# Prusko plavo
Prusko plavo je organsko jedinjenje, koje sadrži 18 atoma ugljenika i ima molekulsku masu od 859,228 . Ime je dobila po Pruskoj, gde je bila boja uniforme pešadije i artiljerije u 18. veku.

## Osobine
| Osobina                  | Vrednost |
| ------------------------ | -------- |
| Broj akceptora vodonika  | 18       |
| Broj donora vodonika     | 0        |
| Broj rotacionih veza     | 0        |
| Particioni koeficijent ( | 2,4      |
| Rastvorljivost (logS, log(mol/L))       | -0,7     |
| Polarna površina (PSA, Å2)  | 780,1    |

## Kristalna struktura
Hemijski sastav Prusko plavog, odnosno gvožđe (III) heksacijanoferat (II) jedinjenja može da varira između takozvanog ,,nerastvornog” Prusko plavog (eng. IPB): FeIII4[FeII(CN)6]3 ∙ xH2O, pri cemu je x = 14–16, i  ,,rastvornog” Prusko plavog (eng. SPB): MIFeIII[FeII(CN)6]∙yH2O, pri cemu je y = 1–5, dok  M predstavlja monovalentni katjon poput K+ ili NH4+. ,,Ratvorno” Prusko plavo opovrgava sopstveni naziv i zapravo predstavlja veoma rasvorljivo jedinjenje koje u vodi formira plavi koloidni rastvor koji prilikom procesa filtracije prolazi kroz filter i ne taloži se.
Kristalnu strukturu Prusko plavog formiraju joni gvožđa Fe(II) i Fe(III) koji naizmenično alteriraju povezani linearnim cijanidnim grupama sa njihovim atomima ugljenika koordiniranim sa Fe(II), definišući na taj način jednostavnu kubnu rešetku. Ovu otvorenu strukturu karakteriše prisustvo šupljina u unutrašnjosti strukture, kao i tuneli koji vode u tri smera kroz prostranu rešetku. Centri kubičnih ćelija mogu biti zauzeti od strane jona ili molekula radijusa do 182pm. Kod ,,rastvornog” Prusko plavo jedinjenja, polovinu gore pomenutih šupljina obično zauzimaju joni K+. Kod ,,nerastvornog” Prusko plavog jedinjenja, međutim, rešetka mora biti nesavršena da bi se uravnotežili naboji Fe centara.

## Literatura
- Clayden, Jonathan; Greeves, Nick; Warren, Stuart; Wothers, Peter (2001). Organic Chemistry (I изд.). Oxford University Press. ISBN 978-0-19-850346-0.
- Smith, Michael B.; March, Jerry (2007). Advanced Organic Chemistry: Reactions, Mechanisms, and Structure (6th изд.). New York: Wiley-Interscience. ISBN 0-471-72091-7.
- Katritzky A.R.; Pozharskii A.F. (2000). Handbook of Heterocyclic Chemistry (Second изд.). Academic Press. ISBN 0080429882.